# Pegomya sharmai
Pegomya sharmai är en tvåvingeart som beskrevs av Masayoshi Suwa 1984. Pegomya sharmai ingår i släktet Pegomya och familjen blomsterflugor.
Artens utbredningsområde är Nepal. Inga underarter finns listade i Catalogue of Life.